# 23686 Songyuan
23686 Songyuan este un asteroid din centura principală de asteroizi.

## Descriere
23686 Songyuan este un asteroid din centura principală de asteroizi. A fost descoperit pe 8 mai 1997 la Xinglong în cadrul programului Beijing Schmidt CCD Asteroid Program. Asteroidul prezintă o orbită caracterizată de o semiaxă mare de 2,69 ua, o excentricitate de 0,17 și o înclinație de 12,8° în raport cu ecliptica.